# Евелін Гукер
Е́велін Гу́кер (англ. Evelyn Hooker; 2 вересня 1907, Норт-Платт, Небраска, США — 18 листопада 1996, Санта-Моніка, Каліфорнія, США) — американська психолог і сексолог.
Здобула найбільшу популярність у зв'язку з публікацією у 1957 році своєї праці «Адаптованість відкрито гомосексуальних чоловіків», в якому вона провела ряд психологічних тестів у групах здорових добровольців (а не пацієнтів психіатричних клінік або ув'язнених) гомосексуальної і гетеросексуальної орієнтації, і запропонувала експертам-психологам, ґрунтуючись лише на результатах тестування і нічого не знаючи про орієнтацію випробовуваних, виявити серед них гомосексуалів, а також оцінити ступінь соціальною і психологічною адаптованості цих людей.
Результати Евелін Гукер, які потім неодноразово підтверджувалися іншими дослідниками, демонструють, що гомосексули соціально і психологічно адаптовані не гірше, ніж гетеросексуали (тобто, ніж у середньому в популяції), і що гомосексуальність сама по собі не пов'язана з якими-небудь психічними або психологічними відхиленнями або з порушенням соціальної адаптації. Експеримент Гукер також показав, що гомосексули у своїй більшості, якби могли вільно вибирати свою сексуальну орієнтацію, будучи розсудливими людьми, не вибрали б гомосексуальність, що дискримінувалася і яка засуджувалася суспільством, замість соціально прийнятної гетеросексуальності.
Результати досліджень Евелін Гукер зіграли важливу роль в рішенні Американської психіатричної асоціації вилучити гомосексуальність з офіційного списку психічних захворювань DSM-II у 1973 році.